# メリピージャ県
メリピージャ県（スペイン語：Provincia de Melipilla）は、チリの中央部にあるサンティアゴ首都州 (RM) の6つの県のうちの1つである。県都はメリピージャ市。

## 行政
県であるメリピージャは、第二級行政区画であり、大統領によって任命される知事が政治を行っている。2010年3月18日、大統領セバスティアン・ピニェラは、知事にPaula Andrea Gárate Rojasを任命した。

### コムーナ
県は、各自治体の市長と議会により政治が行われる、5つのコムーナ（スペイン語：comunas）から構成される。
- クラカビ
- マリア・ピント
- メリピージャ
- サン・ペドロ
- アルエ (チリ)

## 地理と人口動態
以下は、2002年国勢調査による。
- 面積：4,065.7k㎡（1,570平方マイル、州内2位）
- 人口：141,165人（5位）
  - 男性：71,595人
  - 女性：69,570人
  - 都市的地域：80,790人
  - 地方：60,375人